# Västra Vemmenhög
Västra Vemmenhög ist ein Kirchdorf und ehemaliger Småort in der Landschaft Skåne in Schweden. Der Ort gehört zur Gemeinde Skurup in der südschwedischen Provinz Skåne län.
Västra Vemmenhög liegt am Länsväg M 714, dort zweigt der Länsväg M 716 ab. Skurup, der Hauptort der Gemeinde, liegt etwa zehn Kilometer nördlich; Beddingestrand an der Ostsee liegt etwa zehn Kilometer südlich. Seit dem Jahr 2000 liegt die Einwohnerzahl unter fünfzig.

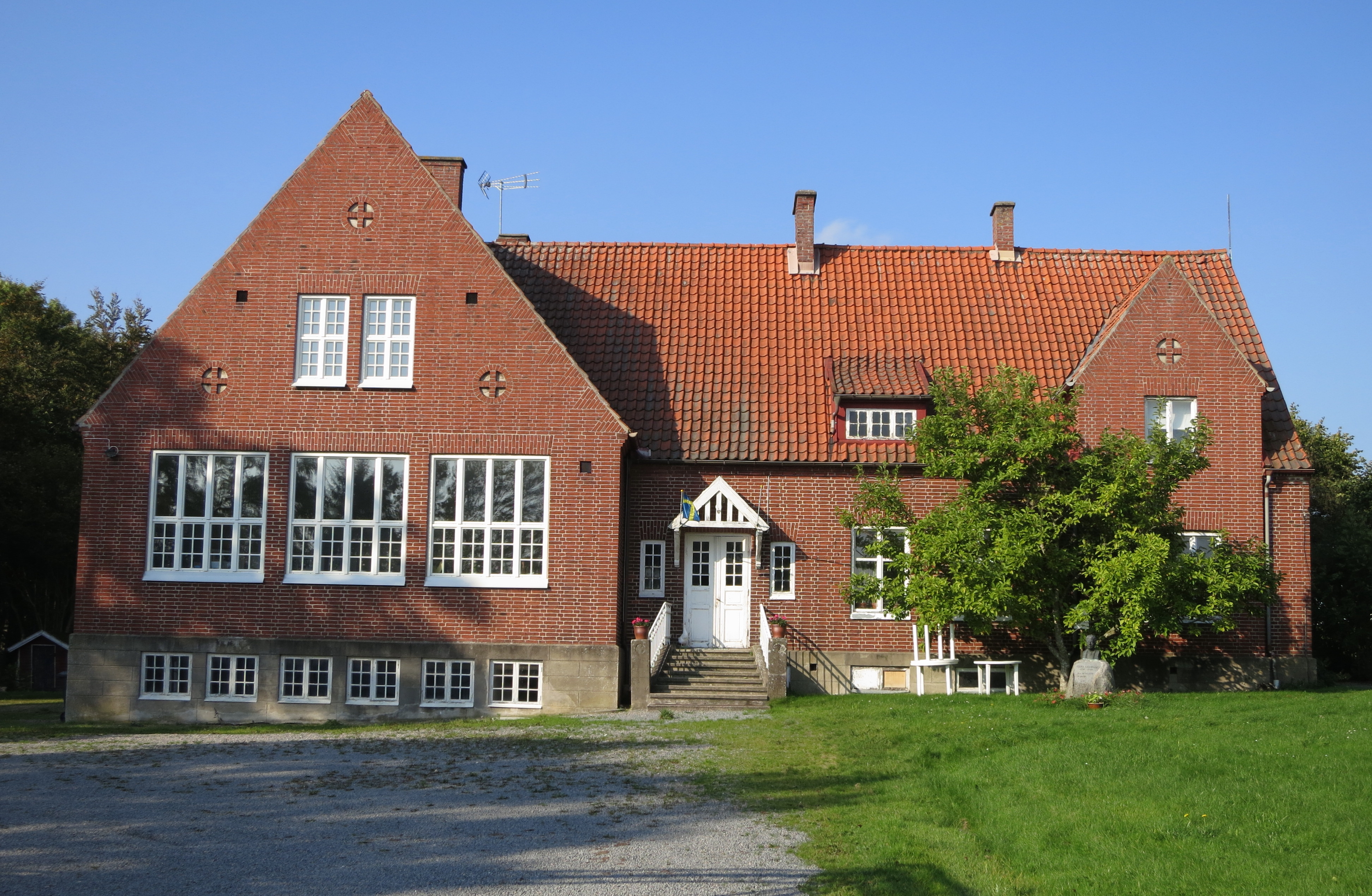
Schulmuseum
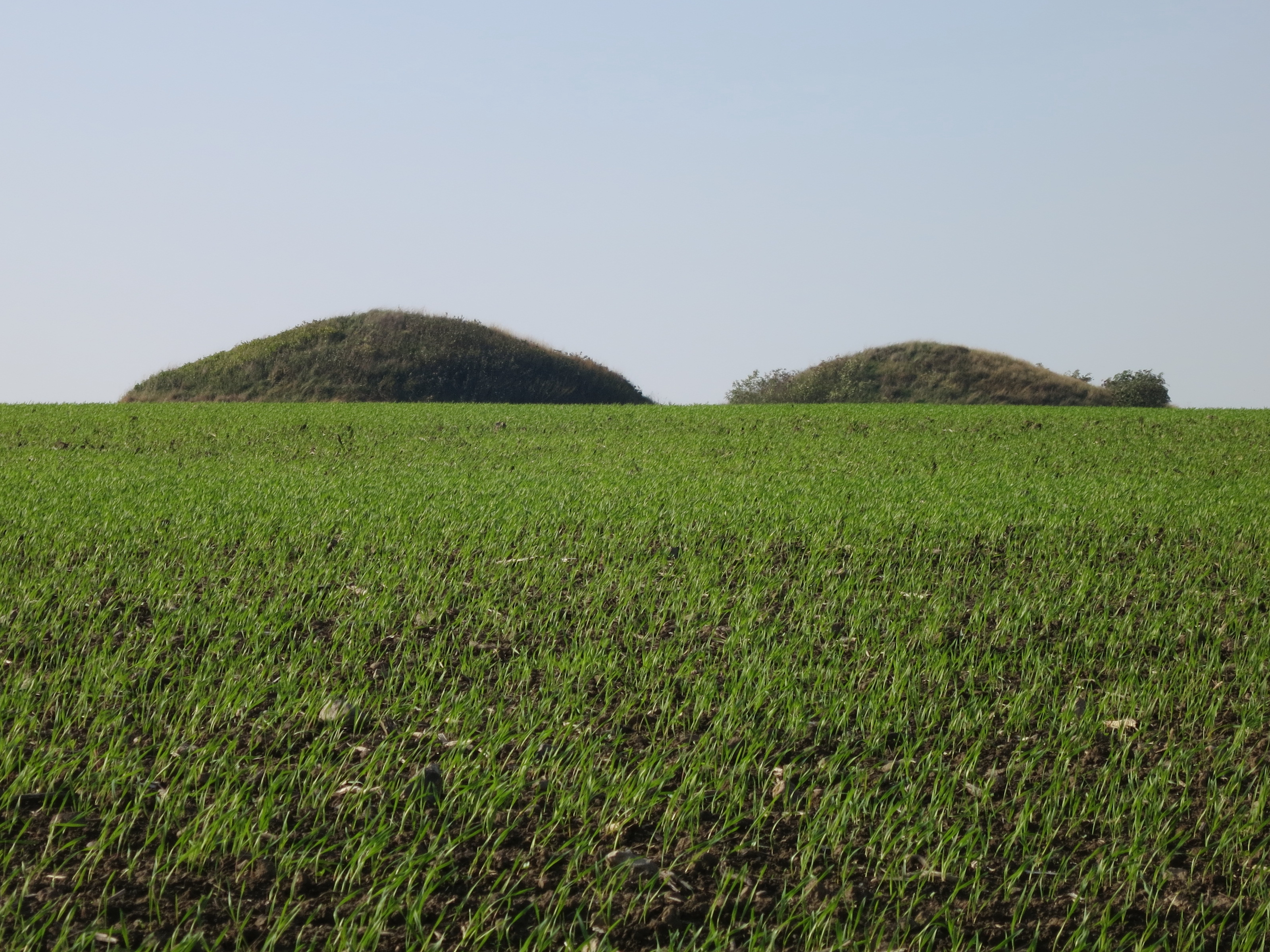
Vemmenhügel
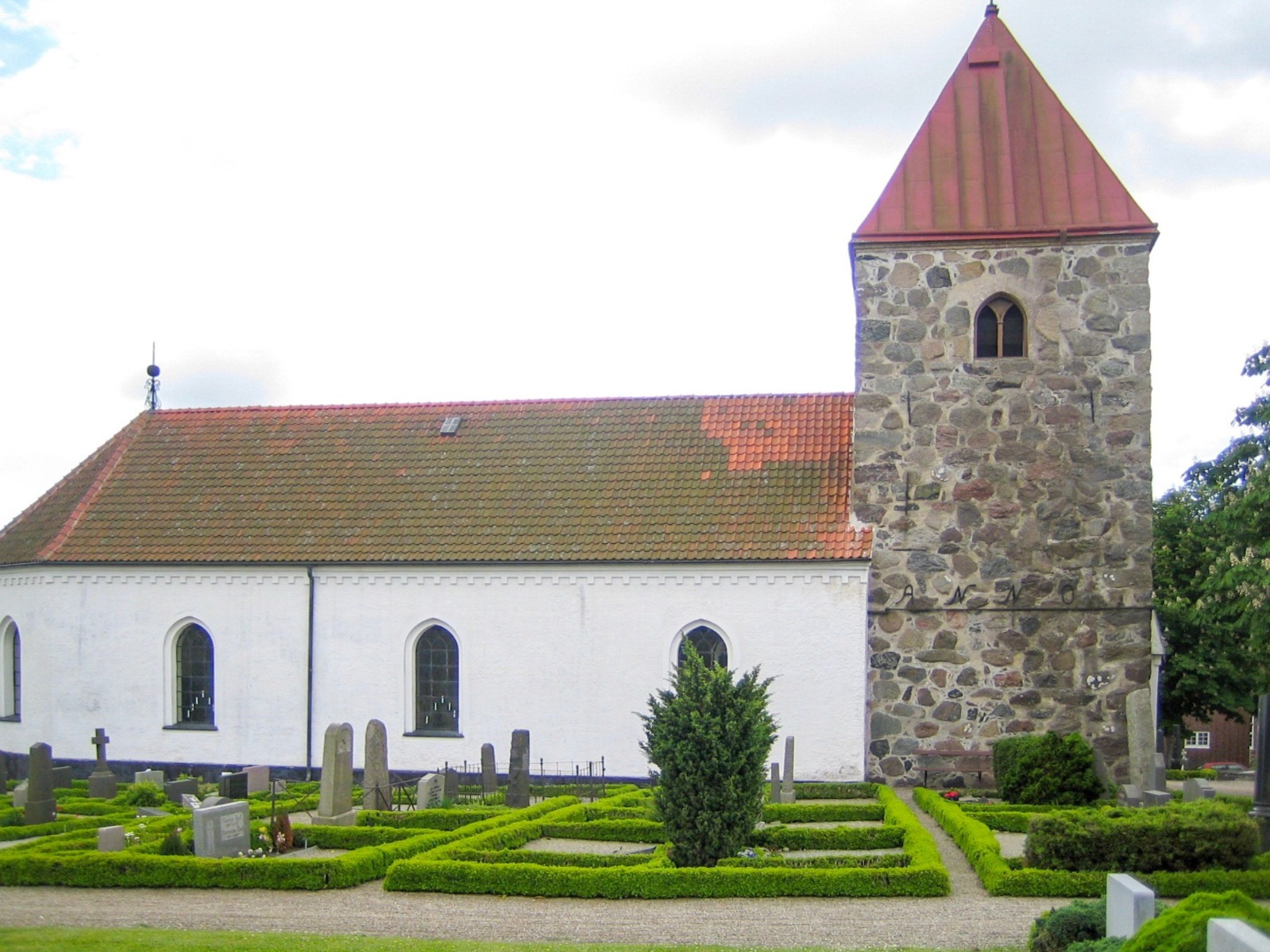
Kirche

## Trivia
Västra Vemmenhög ist der Ort, in dem Selma Lagerlöf  Nils Holgersson seine Reise in dem Buch Nils Holgerssons wunderbare Reise durch Schweden beginnen lässt.